# Deoclécio Lima de Siqueira
Deoclécio Lima de Siqueira (Jardinópolis, 21 de setembro de 1916 – 23 de março de 1998) foi um aviador e escritor brasileiro, considerado herói de guerra.

## Biografia
Deoclécio Lima de Siqueira era filho de João José de Siqueira e Dona Hypólita Lima de Siqueira. Sua vida militar teve início na Escola Militar do Realengo. Numa estrevista ao Jornal do Brasil de 11 de agosto de 1990, revelou que não foi vocação que o levou à carreira de aviador: "Eu tinha um amigo na Academia de Agulhas Negras, cujo irmão era piloto e ele vivia me contando as bravatas desse irmão. Como no segundo ano tínhamos de escolher a Arma e ele estava decidido a ser piloto também, eu fiquei contaminado por aquelas histórias e fui junto. Nunca me arrependi."
Em 30 de dezembro de 1938 obteve seu diploma militar de piloto, observador e metralhador quando na Escola de Aeronáutica Militar.
Durante a Segunda Guerra Mundial Siqueira realizou 137 missões de Patrulha Aérea AntiSubmarino, no Atlântico Sul, como integrante do Sexto Regimento de Aviação e como Comandante do Primeiro Grupo de Bombardeio, então sediados na Base Aérea de Recife. Fez pelo menos dez ataques a navios alemães.
Foi o idealizador do Instituto Histórico-Cultural da Aeronáutica (INCAER), fundado em 27 de junho de 1986, tendo sido o seu primeiro diretor, de 8 de outubro de 1986 a 4 de novembro de 1992.

## Promoções
Tornou-se praça em 24 de abril de 1935; aspirante-a-oficial em 22 de novembro de 1937; segundo-tenente em 30 de dezembro de 1938; capitão em 8 de agosto de 1944; major em 2 de outubro de 1950; tenente-coronel em 19 de janeiro de 1953; coronel em 23 de outubro de 1958; major-brigadeiro em 24 de fevereiro de 1969.

## Publicações
SIQUEIRA, Deoclécio Lima de. Caminhada com Eduardo Gomes. Rio de Janeiro: Revista Aeronáutica Ed., 1984.
SIQUEIRA, Deoclécio Lima de. A saga do Correio Aéreo Nacional. Rio de Janeiro: Revista Aeronáutica Ed., 1985.
SIQUEIRA, Deoclécio Lima de. Fronteiras: a Patrulha Aérea e o adeus do Arco e Flecha. Rio de Janeiro: Revista Aeronáutica Ed., 1987.